# Groen marmerwitje
Het groen marmerwitje (Euchloe charlonia) is een vlindersoort uit de familie van de Pieridae (witjes), onderfamilie Pierinae.
Het groen marmerwitje komt voor in het Midden-Oosten, Noord-Afrika en het zuiden van het Iberisch Schiereiland.
Euchloe charlonia werd in 1842 beschreven door Donzel.